# Hinrich Borkenstein
Hinrich Borkenstein (* 21. Oktober 1705 in Hamburg; † 29. November 1777 ebenda) war ein Hamburger Lustspieldichter.

## Leben
Hinrich Borkenstein wurde am 21. Oktober 1705 in Hamburg geboren. Seine Eltern waren Julius Borkenstein (* um 1644 in Clausthal, † 1714 in Hamburg) und Anna von Rönne (* 1675 in Hamburg, † 1719 ebenda).
Hinrich Borkenstein war Buchhalter. In dieser Zeit (ca. 1741) schrieb er auch seine Theaterstücke. Er wanderte nach Spanien aus und kam mit Vermögen 1764 zurück.
1766 wurde er dänischer Kommerzienrat.
Hinrich Borkenstein heiratete 1768 Susanna Brugier aus hugenottischer Familie. Seine älteste Tochter wurde mit dem Namen Susanna in Hamburg geboren. Sie ist die spätere Susette Gontard (1769–1802), Kaufmannsgattin in Frankfurt und Friedrich Hölderlins Diotima.  Ihr folgten noch die Schwestern Dorothea Amalia (* 1770; heiratete 1791 den Weinhändler Carl Ludwig Thierry) und Louise Catharina (* 1771 oder 1772) und der Bruder Heinrich (Henry, * 1773). Die Familie hatte ein Stadthaus am Jungfernstieg und ein Sommerhaus in Ottensen, das auch die verwitwete Susanna Borkenstein wohl behalten konnte.
Hinrich Borkenstein wurde in der Krypta der Hauptkirche Sankt Michaelis bestattet.

## Werk
Hinrich Borkenstein erwarb einigen lokalen literarischen Ruhm mit seinem Theaterstück De Bookesbeutel (der Buchbeutel, in dem die Hamburgerinnen beim Kirchgang Bibel und/oder Gesangbuch trugen), einer Satire auf Hamburger Untugenden wie Geiz und derbe Sinnlichkeit. Das Stück wurde am 16. August 1741 in Hamburg uraufgeführt.

## Werke
- De Bookesbeutel, 1741
  - Der Bookesbeutel. Ein Lustspiel in Drey Aufzügen, Hamburg 1746 (Digitalisat)
  - Der Bookesbeutel. Ein Lustspiel von dreyen Handlungen. Nach dem Originale, wie es auf der Schönemannischen Schaubühne zuerst aufgeführet worden, Hamburg 1747 (Digitalisat)
- Der Zügel-lose. Ein Schauspiel, in fünf Abhandlungen, Frankfurt und Leipzig 1745 (Digitalisat)
- Der Götterkrieg ein Lustspiel über die itzigen Zeitläufte, 1746 (Digitalisat)